# Corydoras punctatus
Corydoras punctatus es una especie de pez de la familia Callichthyidae en el orden de los Siluriformes.

## Morfología
• Los machos pueden llegar alcanzar los 6,6 cm de longitud total.

## Distribución geográfica
Se encuentran en Sudamérica: Surinam y Guayana Francesa.